# Panda-gigante
O panda-gigante (nome científico: Ailuropoda melanoleuca, do grego: ailuros, gato + poda, pés; e melano, preto + leukos, branco), ou simplesmente panda, é um mamífero herbívoro da família Ursidae endêmico da República Popular da China.

## Nomenclatura e taxonomia
O panda-gigante foi descrito pelo missionário francês Armand David em 1869 como Ursus melanoleucus. No ano seguinte, Alphonse Milne-Edwards ao examinar o material enviado por David, notou que os caracteres osteológicos e dentários o distinguia dos ursos e o aproximava ao panda-vermelho e aos procionídeos, descrevendo então um novo gênero para a espécie, e recombinando-a para Ailuropoda melanoleuca. No mesmo ano, Paul Gervais concluiu com base num estudo das estruturas intracranianas que o panda era relacionado com os ursos, criando um novo gênero, o Pandarctos. Em 1871, Milne-Edwards acreditando que o gênero Ailuropoda estava pré-ocupado pelo Aeluropoda de Gray, publicado em 1869, propõe o nome Ailuropus. William Henry Flower e Richard Lydekker em 1891 emendam o novo nome de Milne-Edwards para Aeluropus, resultando em uma considerável confusão na literatura subsequente.
A classificação do panda-gigante tem sido objeto de grande controvérsia por muitos anos, principalmente pelas características compartilhadas com o panda-vermelho, como semelhanças nas estruturas craniais, dentárias, viscerais e da genitália externa, assim como a presença do osso sesamoide opositor na mão (falso-dedo). Inicialmente tratado como urso, e posteriormente relacionado com o panda-vermelho e os procionídeos, a espécie sofreu reposicionamento taxonômico diversas vezes no decorrer dos anos. Em 1885, George Jackson Mivart revisou os carnívoros artóideos posicionado tanto o Ailurus como o Ailuropoda na família Procyonidae. Flower e Lydekker 1891, dividiram os gêneros, deixando o Ailurus na Procyonidae e movendo o Ailuropoda para a Ursidae. Em 1895, Herluf Winge relacionou o panda a um gênero extinto, o Agriotherium. Em 1901, Ray Lankester e Richard Lydekker reafirmam o posicionamendo de ambos os gêneros entre os procionídeos, separando-os na subfamília Ailurinae. Reginald Innes Pocock em 1921 revisou a Procyonidae, separando os dois gêneros em famílias distintas, Ailuridae e Ailuropodidae. William Gregory, em 1936, ao examinar características craniais e dentárias dos dois pandas e de outros gêneros extintos, retorna os dois gêneros a família Procyonidae. George Gaylord Simpson em sua classificação dos mamíferos de 1945 mantém o posicionamento defendido por Mivart e demais autores que colocam os dois gêneros de pandas entre os procionídeos.
Em 1956, Leone e Wiens analisando proteínas sorológicas concluem que o panda-gigante é um ursídeo. Em 1964, Davis mantém o Ailuropoda entre os ursos, baseado na morfologia geral das espécies. Numa revisão de 1978, a espécie é posicionada na tribo Ailuropodini pertencente a subfamília Agriotheriinae. Erich Thenius, em 1979, ressuscita a família Ailuropodidae para o gênero Ailuropoda. Em 1985, a subfamília Ailuropodinae é arranjada dentro da Ursidae. No mesmo ano, outro autor, volta a relacionar os dois pandas, indicando que os gêneros podem ser arranjados em famílias distintas mas muito próximas ou então na mesma família, a Ailuridae. Em 1993, a segunda edição do Mammals Species of the World posiciona os dois gêneros na subfamília Ailurinae dentro da Ursidae. Mas em 2005, na terceira edição, desfaz o arranjo, elevando o Ailurus a família Ailuridae, e voltando o Ailuropoda a família Ursidae, mas sem reconhecer nenhuma subfamília. Outros autores, entretanto, classificam o gênero na tribo Ailuropodini da subfamília Ursinae, ou então na subfamília Ailuropodinae

### Subespécies
Duas subespécies são reconhecidas com base em medidas craniais distintas, padrões de coloração e genética populacional:
- Ailuropoda melanoleuca melanoleuca (David, 1869) - ocorre em Sichuan e Gansu, e apresenta o típico contraste preto e branco na coloração.
- Ailuropoda melanoleuca qinlingensis Wan, Wu & Fang, 2005 - restrita nas Montanhas Qinling, em Shaanxi, em elevações de 1 300 – 3 000 metros de altitude; apresenta uma coloração contrastante entre marrom escuro e marrom claro; o crânio é menor que na subespécie nominal, e os molares são maiores.

## Distribuição geográfica e habitat
O panda-gigante está confinado ao centro-sul da China. Sua distribuição atual consiste em seis áreas montanhosas isoladas (Minshan, Qinling, Qionglai, Liangshan, Daxiangling, e Xiaoxiangling), nas províncias de Gansu, Shaanxi e Sichuan. O território total que a espécie ocupa é de aproximadamente 30 000 km² entre 102-108,3°E (longitude) e 28,2-34,1°N (latitude), entretanto, somente 20% dessa área (5 900 km²) constitui habitat para o panda.
A espécie originalmente ocorreu em mais regiões ao leste e ao sul da China, com registros fósseis indicando sua presença até o norte de Mianmar e norte do Vietnã, ao sul, e até as proximidades de Pequim, ao norte. Até 1850, o panda era encontrado no leste de Sichuan e nas províncias de Hubei e Hunan. Em 1900, foi restrito as Montanhas Qinling e outras áreas montanhosas no limite do platô tibetano. A rápida expansão da agricultura nos principais vales contribuíram para a fragmentação.
Os pandas habitam as florestas temperadas montanhosas com densos bambuzais, principalmente do gênero Sinarundinaria, entre altitudes de 1 200 a 4 100 metros de altitude. A distribuição sobrepõe-se em muito a do urso-negro-asiático (Ursus thibetanus), entretanto, eles não competem entre si, pois as necessidades ecológicas das espécies são diferentes.
Em 2016 existem cerca de 2200 pandas, dos quais 400 estão em cativeiro, incluindo jardins zoológicos.

## Características
| Ficha técnica      |                         |
| Altura             | 65 - 70 cm              |
| Comprimento        | 120 - 150 cm            |
| Cauda              | ~13 cm                  |
| Peso               | 75 - 160 kg             |
| Tamanho de ninhada | 1 - 2                   |
| Gestação           | 97 - 163 dias           |
| Desmame            | 8 - 9 meses             |
| Maturidade sexual  | 5,5 - 6,5 anos (machos) |
| Longevidade        | 34 anos (em cativeiro)  |

O panda-gigante é um mamífero de cor preto e branco que come bambu (folhas). A pelagem é grossa e lanosa para suportar as baixas temperaturas no ambiente subalpino em que vive. As manchas oculares, membros, orelhas e uma faixa que atravessa os ombros são negras; alguma vezes com um tom acastanhado. As restantes partes do corpo são brancas, mas podem-se tornar "encardido" com a idade. A população da região de Qingling apresenta a pelagem em dois tons contrastantes de castanho.
O crânio e a mandíbula são robustos, a crista sagital é bem desenvolvida, e os arcos zigomáticos são expandidos lateralmente e dorsoventralmente, assim como nos demais carnívoros arctóideos. Difere dos outros ursídeos, por apresentar a fissura orbitária confluente com o forame redondo, os processos pós-orbitais são reduzidos, e o canal alisfenóide é ausente. Apresenta o forame intepicondilar, uma característica primitiva, somente compartilhada com o Tremarctos ornatus.

## Dieta e hábitos alimentares

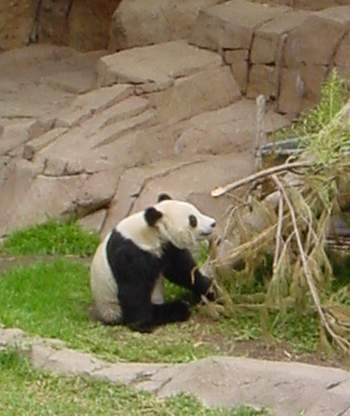
Hua Mei, filhote de panda gigante nascido no zoológico de San Diego em 2000.

Apesar de pertencer à ordem dos Carnívoros e ter um sistema digestivo e genético de carnívoro, o panda possui hábitos herbívoros, alimentando-se quase que exclusivamente das folhas de bambus. As características morfológicas de parentes extintos do panda gigante sugerem que enquanto o antigo panda gigante era onívoro há 7 milhões de anos (mya), ele só se tornou herbívoro cerca de 2-2,4 milhões de anos atrás com o surgimento de A. microta.  O sequenciamento do genoma do panda gigante sugere que a mudança na dieta pode ter sido iniciada a partir da perda do único receptor de sabor umami T1R1/T1R3 , resultante de duas mutações de mudança de quadro nos exons . O sabor umami corresponde a altos níveis de glutamato encontrados na carne e pode ter alterado a escolha alimentar do panda . Análises usando assinaturas químicas de ossos e dentes de pandas antigos e modernos indicam que a hiperdependência de ursos em bambu poderia ter se desenvolvido há cerca de 5 mil anos. O panda gigante consome, em média, de 9 a 14kg de bambu por dia, mas devido à pouca absorção de nutrientes, característica do seu sistema digestivo ineficiente, ele tem que passar a maior parte do dia a comer e exercitar-se um pouco. Os pandas podem alimentar-se de 25 espécies diferentes de bambus, mas a devastação das florestas limitou-os a pouca variedade em lugares mais íngremes, elevados e isolados da Ásia central. As folhas e os brotos de bambus são ricas em proteínas. Apesar de manterem as presas, garras, capacidade digestiva e força para caçar pequenos mamíferos, aves, peixes e ovos, os pandas raramente o fazem. A sua digestão de celulose depende de sua flora intestinal, sendo a sua genética desfavorável.
Ainda que o bambu seja rico em água (40% de seu peso, chegando a 90% no caso de brotos), o panda bebe frequentemente água de riachos ou neve derretida.
Em cativeiro a sua dieta consiste em bambu, cana-de-açúcar, mingau de arroz, biscoitos especiais ricos em fibras, cenoura, maçã e batata-doce.

### Predadores
Os pandas-gigantes possuem poucos predadores, indivíduos do sexo feminino podem ser predados por leopardo-das-neves e leopardos, os filhotes podem ser predados pelos 2 citados anteriormente e ainda por martas-de-garganta-amarela, águia, cães e pela raposa-dos-montes, e existe registros de ursos-negros caçando indivíduos juvenis, de 50 kg.
Apesar da grande quantidade de predadores os pandas machos saudáveis estão totalmente ausente de predadores, com exceção do homem.

## Comportamento e ecologia
Os pandas gigantes são geralmente solitários. Cada adulto tem um território definido e as fêmeas não são tolerantes com outras fêmeas no seu território. Os pandas comunicam através de vocalização e marcam território arranhando árvores e urinando nas suas fronteiras. O panda gigante é capaz de escalar e usar como refúgio árvores ocas ou fendas de rochas, mas não estabelece tocas permanentes. Por esta razão, os pandas não hibernam, o que é semelhante ao hábito de outros mamíferos subtropicais da região, que preferem deslocar-se para regiões e altitudes com temperaturas mais quentes. Ao contrário do que se pensa, os pandas não são dóceis, eles podem apresentar comportamento agressivo, sendo, então, muito perigosos. Essa contradição entre uma aparência "fofa" e seu comportamento agressivo é pouco conhecida pela população. Os pandas utilizam mais da memória espacial do que da memória visual.
Embora os pandas sejam tradicionalmente considerados na categoria crepuscular - aqueles que são ativos duas vezes por dia, ao amanhecer e entardecer - Zhang Jindong descobriu que podem pertencer a uma categoria própria.

## Reprodução

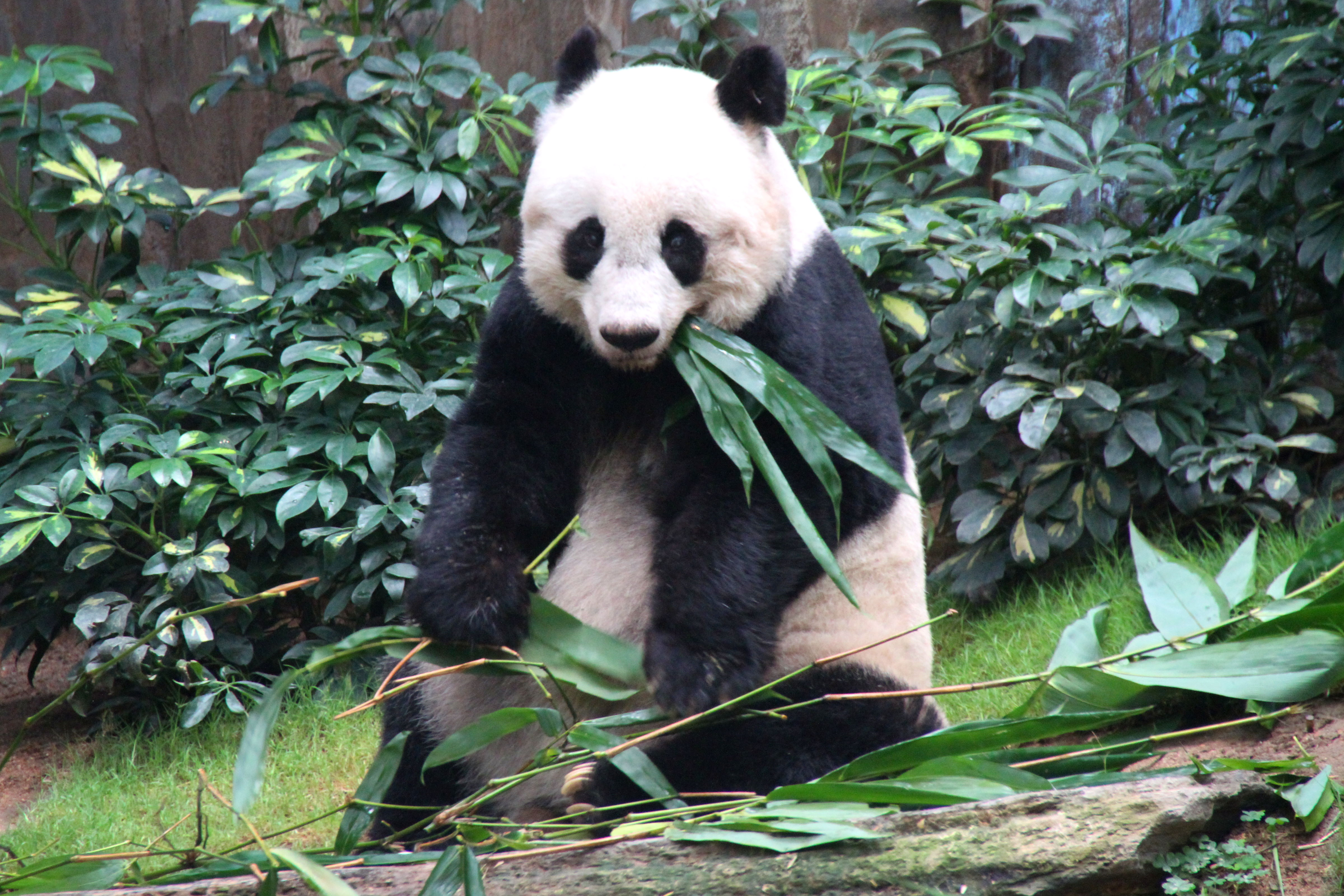
O panda Jia Jia, do Ocean Park Hong Kong, o panda cativo mais velho do mundo.

A época de reprodução dá-se na Primavera, quando os machos competem pela fêmea fértil. A gestação é em média de 135 dias. Normalmente nascem um ou dois filhotes. Devido à natureza frágil e delicada dos ursinhos, a mãe opta por criar um único filhote. O filhote rejeitado é abandonado à morte. O desmame dá-se com um ano de idade, mas o panda já é capaz de ingerir o bambu em pequenas quantidades desde os seis meses. O intervalo entre as ninhadas é de dois anos ou mais.
Somente 10% dos pandas em cativeiro conseguem acasalar naturalmente. Apenas 30% das fêmeas engravidam. Mais de 60% dos pandas cativos não demonstram qualquer desejo sexual.
A esperança média de vida de um panda é de 13 anos. Em 2005, Basi, uma ursa panda chinesa, comemorou 25 anos de idade, que se comparam a 100 anos humanos. No mesmo ano, uma fêmea chamada Meimei morreu aos 36, equivalentes a 108 anos humanos, no jardim zoológico da cidade de Guilin.
No dia 28 de julho de 2015 o panda Jia Jia, do Ocean Park Hong Kong, completou 37 anos de idade, sendo reconhecido pelo Guiness World Records como o panda criado em cativeiro mais velho do mundo.
Em 28 de dezembro de 2016 o panda mais velho do mundo morreu num centro na cidade chinesa de Dujiangyan. O urso panda Pan Pan tinha 31 anos e era o mais velho do mundo.

## Conservação
A baixa taxa de natalidade, a alta taxa de mortalidade infantil e a destruição de seu ambiente natural colocam o panda sob ameaça de extinção. A caça não representa problemas devido às rígidas leis chinesas. Em 1995, um fazendeiro foi sentenciado a prisão perpétua por ter atirado em um panda. No ano seguinte, dois homens foram condenados a morte após serem presos portando peles de panda e macaco-dourado. A partir de 1997 passou-se a punir os infratores com uma pena de 20 anos de prisão.
Armadilhas para cervos-almiscarados e ursos-pretos muitas vezes acabam ferindo pandas.
O número de pandas-gigantes selvagens na China está estimado em 1.596. Em 2000 contavam-se 1.114 exemplares, espalhados por territórios que têm uma superfície total de 23.000 km² nas províncias de Sichuan, Gansu e Shaanxi. Estudos em 2006, baseados em exame de DNA coletado em fezes, indicam que possam haver pelo menos 3.000 animais em liberdade. Existem 183 pandas-gigantes em cativeiro na China, 100 dos quais, estão em um centro especializado em Sichuan. Outros 20 espécimes se encontram distribuídos pelos principais zoológicos do mundo.

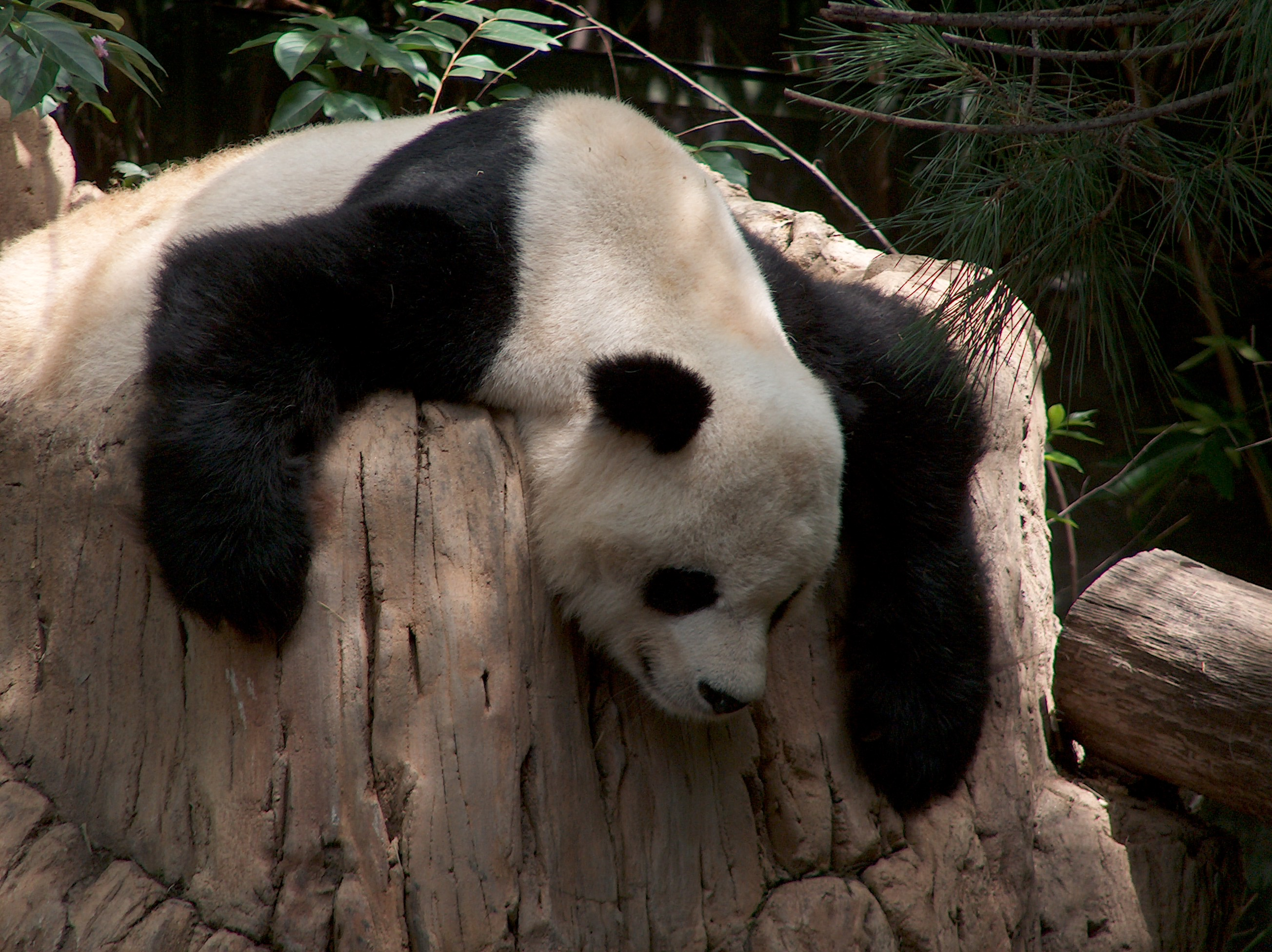
Gao Gao, do zoológico de San Diego.

Em 2016 o panda-gigante foi reclassificado na lista vermelha da IUCN como uma espécie vulnerável e não mais ameaçada por causa do aumento da população e dos esforços de conservação.

### Baby boom
O ano de 2005 foi considerado um grande ano para os projetos em criação da espécie em cativeiro. 25 filhotes nascidos em zoológicos e centros de reprodução sobreviveram. Em 2004, foram 9 os filhotes sobreviventes.

## Etimologia
Da xiong mao (大熊猫), o nome em chinês para o panda, significa grande urso-gato. Pode ser chamado também de huaxiong (urso de faixa), maoxiong (urso felino) ou xiongmao (gato ursino). Registros históricos de 3000 anos ("O Livro de História e o Livro de Canções", a coleção mais antiga da poesia chinesa), o mencionam sob o nome de pi e pixiu. A palavra panda significa algo parecido com "comedor de bambu".